# Ethapur
Ethapur is een panchayatdorp in het district Salem van de Indiase staat Tamil Nadu. 

## Demografie
Volgens de Indiase volkstelling van 2001 wonen er 10.054 mensen in Ethapur, waarvan 50% mannelijk en 50% vrouwelijk is. De plaats heeft een alfabetiseringsgraad van 67%. 